# Опсада Амиде
Опсаду Амиде извршили су 359. године Персијанци под краљем Шапуром II током римско-персијског рата. Завршена је победом Персијанаца, освајањем града и масакром римског становништва.

## Опсада
Шапур, чији је претходни поход против Римљана завршио поразом код Сингаре, овај пут се боље припремио, користећи као људство и номадске Ксионите под краљем Гумбаратом. Персијанци су неколико пута град покушали заузети на јуриш, при чему су претрпели огромне губитке. Град је пружао отпор и упркос томе што је међу бранитељима избила зараза. Међутим, након 73 дана је отпор сломљен, а након чега су Персијанци масакрирали житеље. Међу бранитељима је био и римски официр Амијан Марцелин који је из опкољене Амиде успео побећи дан пре пада; о опсади је оставио детаљно сведочанство у књизи Res gestae. Пад града је Шапуру омогућио даље напредовање у римску територију; Амиду ће неколико година касније ослободити Јулијан Апостата током свог похода на Персију 363. године.